# Касије Лонгин
Касије Лонгин (213—273), грчки реторичар и филозоф новоплатоничар, деловао у Сирији. Погрешно му је приписиван спис O узвишеном, једно од најчувенијих дела античке естетике.
Постоје теорије да је рођен у Атини и да је био син сестре Фронтона из Емесе који је поучавао реторику у овом граду. Без обзира на место стварног порекла, Касије Лонгин је образовање стицао у Александрији под туторством Амонија Сакаса (Ammonius Saccas) и Оригена (није реч о хришћанском писцу). Након тога је готово 30 година подучавао у Атини. Један од његових ученика је био Порфирије, који га је ипак оставио и прешао код Плотина. Касније Лонгин се није надовезао на тада све популарнији неоплатонизам који су развијали Амоније и посебно Плотин, него је наставио као платониста старог типа. Уживао је репутацију као одличан критичар. Касније је поседовао толики обим знања да га је Еунапије називао "живом библиотеком" и "ходајућим музејом". За време боравка на Леванту, био је прво учитељ а касније и главни саветник Зенобије. Био је велики поборник слободе. Ромејска енциклопедија Суда следећа дела приписује Касију Лонгину: "Хомерска питања", "Да ли је Хомер био филозоф", "Хомерски проблеми и решења". Његово најважније филолошко дело су "Филолошки дискурси" од 21 књиге. Захваљујући Порфирију сачуван је значајан фрагмент његовог дела "О крају поглавара".